# Lycenchelys hadrogeneia
Lycenchelys hadrogeneia är en fiskart som beskrevs av Anderson, 1995. Lycenchelys hadrogeneia ingår i släktet Lycenchelys och familjen tånglakefiskar. Inga underarter finns listade i Catalogue of Life.